# Airbus A330
L'Airbus A330 è un aereo di linea bimotore sviluppato dall'azienda aeronautica europea Airbus Industrie, una divisione di Airbus Group nei tardi anni ottanta ed utilizzato su rotte di medio-lungo raggio. Si tratta di un aeromobile a fusoliera larga ed ha ali basse dotate di winglet, al di sotto delle quali sono montati due motori turboventola. Ha un ampio piano verticale di coda e dei piani orizzontali in posizione bassa. Le diverse versioni dell'A330 possiedono una autonomia da 5 600 a 13 430 chilometri e possono ospitare fino a 335 passeggeri in una configurazione a due classi o trasportare 70 tonnellate di carico.
L'origine del progetto dell'A330 risale alla metà degli anni 1970 come uno dei diversi derivati concepiti a partire dal primo aereo di Airbus, l'A300. L'A330 è stato sviluppato in parallelo con il quadrimotore Airbus A340, con cui condivide molti componenti della fusoliera, ma con la differenza nel numero di motori. Entrambi gli aerei vantano una tecnologia di controllo di volo di tipo fly-by-wire, introdotta per la prima volta sull'Airbus A320, così come sei display che costituiscono il glass cockpit nella cabina di pilotaggio. Nel giugno del 1987, dopo aver ricevuto ordini da vari clienti, Airbus lanciò sul mercato l'A330 e l'A340. L'A330 è stato il primo aereo di linea della compagnia europea che offriva ai suoi clienti una scelta di tre motori: i General Electric CF6-80, i Pratt & Whitney 4170 e i Rolls-Royce Trent 700.
L'A330-300, la prima variante, ha fatto il suo primo volo nel novembre 1992 ed è entrato in servizio passeggeri con Air Inter nel gennaio 1994. Airbus ha iniziato a progettare la variante A330-200, leggermente più corta, nel 1998. In seguito vennero sviluppate altre varianti che includono il modello dedicato al trasporto merci, l'A330-200F, e l'aerocisterna militare, l'A330 MRTT.
Dal suo debutto, l'A330 ha permesso ad Airbus di espandere la quota di mercato negli aerei wide-body. Gli aerei bimotori concorrenti includono il Boeing 767 e il 777, come il 787, entrato in servizio alla fine del 2011. L'Airbus A350 XWB è stato progettato come successore sia dell'A330 che dell'A340.
L'ultima versione dell'A330 è denominata Airbus A330neo e comprende in primis i nuovi motori Rolls Royce Trent 7000, più grandi e potenti ma allo stesso tempo più efficienti e silenziosi dei precedenti, delle ali riprogettate per una maggiore aerodinamicità dotate di winglet più snelle, una cabina passeggeri più silenziosa e altri miglioramenti.

## Storia del progetto

### Contesto
| Modello         | A220               | A300         | A310         | A318    | A319         | A320         | A321         | A330         | A340       | A350       | A380  |
| Passeggeri      | 145                | 361          | 280          | 136     | 160          | 195          | 244          | 440          | 440        | 440        | 853   |
| --------------- | ------------------ | ------------ | ------------ | ------- | ------------ | ------------ | ------------ | ------------ | ---------- | ---------- | ----- |
| Codice iniziale | Bombardier CSeries | –            | B10          | A319M-5 | A320M-7      | SA2          | A325         | B9 (TA9)     | B11 (TA11) | A330-500   | A3XX  |
| Debutto         | 2013               | 1972         | 1983         | 2002    | 1995         | 1988         | 1993         | 1994         | 1993       | 2013       | 2005  |
| Body            | Narrow             | Wide         | Wide         | Narrow  | Narrow       | Narrow       | Narrow       | Wide         | Wide       | Extra wide | Wide  |
| Motori          | 2                  | 2            | 2            | 2       | 2            | 2            | 2            | 2            | 4          | 2          | 4     |
| Raggio          | Corto              | Corto/ medio | Medio/ lungo | Corto   | Corto/ Medio | Corto/ medio | Corto/ Medio | Medio/ lungo | Lungo      | Lungo      | Lungo |

Il primo aereo di linea dell'Airbus, l'A300, venne concepito come parte di una ampia famiglia di aerei commerciali. Nel perseguimento di questo obiettivo, a partire dai primi anni 1970 sono iniziati gli studi di modelli derivati da esso. Prima di proporre al mercato l'A300, Airbus aveva identificato nove sue possibili variazioni con designazione da B1 a B9. Una decima variante, la A300B10, venne iniziata nel 1973 e portò allo sviluppo dell'Airbus A310. L'Airbus quindi concentrò suoi sforzi di progettazione sui velivoli ad unico corridoio, arrivando a concepire quella che sarà conosciuta come la famiglia A320 di cui il modello base, l'A320, fu il primo aereo commerciale dotato di comandi digitali fly-by-wire. Nel corso di questi studi Airbus rivolse nuovamente la sua attenzione al mercato degli aeromobili a fusoliera larga (wide-body, lavorando nello stesso tempo su entrambi i progetti.
A metà degli anni 1970, Airbus iniziò lo sviluppo dell'A300B9, una variante più grande dell'A300 e che sarebbe poi diventato l'A330. Il B9 era essenzialmente un A300 allungato con la stessa ala e dotato dei motori turboventola più potenti disponibili. Era pensato per la crescente domanda di velivoli ad alta capacità e a medio raggio. In grado di offrire la stessa capacità di carico e raggio di azione del McDonnell Douglas DC-10, ma con una efficienza in termini di consumo di carburante del 25%, il B9 venne visto come un valido sostituto per il DC-10 e il Lockheed L-1011 TriStar oltre che quale successore dell'A300 sulla media distanza.
Allo stesso tempo, una versione a quattro motori e con 200 posti, la B11 (che sarebbe poi diventata l'Airbus A340), era anch'essa in fase di sviluppo. Il B11 era stato originariamente progettato per prendere il posto dei narrow-body Boeing 707 e Douglas DC-8, ma si è poi evoluto per essere utilizzato sul lungo raggio come velivolo wide-body in sostituzione dei trimotori. Per differenziarli dagli aerei a corridoi singolo, i progetti B9 e B11 vennero rinominati come TA9 e TA11. I costi di sviluppo vennero ridotti utilizzando la stessa fusoliera e le stesse ali per entrambi i velivoli, con risparmi stimati in 500 milioni di dollari. Le analisi commerciali dell'Airbus scoprirono che la maggior parte dei potenziali clienti preferiva gli aerei con quattro motori a causa delle restrizioni allora esistenti sui bimotori con un motore inattivo. Di conseguenza, i piani di sviluppo dettero priorità ai quadrimotori.

### Fase di progettazione
Nel 1982 vennero definite le prime specifiche per i modelli TA9 e TA11 che comportavano la possibilità di trasportare 410 passeggeri, in una configurazione con un'unica classe. Inoltre dovevano essere dotati di una superficie di carico di grandi dimensioni che poteva contenere cinque pallet da carichi o sedici container LD3 nella parte anteriore e quattro pallet o quattordici LD3 nella zona posteriore, il doppio della capacità del Lockheed L-1011 TriStar o del DC-10. Nel giugno 1985, le caratteristiche del TA9 e del TA11 avevano avuto ulteriori miglioramenti tra cui l'adozione del cockpit dell'A320, il sistema di controllo digitale fly-by-wire (FBW) e il a side-stick. Airbus aveva concepito un cockpit comune per i loro aerei al fine di consentire un rapido passaggio da un modello all'altro da parte dei piloti. I due progetti TA avrebbero utilizzato lo stesso impennaggio, lo stesso timone di coda e le stesse sezioni di fusoliera circolari dell'A300-600.
Per un breve periodo Airbus ha considerato un camber alare variabile, un sistema che avrebbe comportato la modifica del profilo alare per una data fase di volo. Gli studi preliminari furono effettuati dalla British Aerospace (BAe), ora parte della BAE Systems, a Hatfield e Bristol. Il costruttore riteneva che questo avrebbe consentito un miglioramento del due per cento in termini di efficienza aerodinamica, tuttavia quest'idea venne abbandonata per via dell'elevato costo e della difficoltà progettuale. Venne presa in considerazione anche una vera e propria ala a flusso laminare (una forma alare a bassa resistenza aerodinamica che avrebbe migliorato l'efficienza dei consumi) ma anche questa proposta venne respinta.

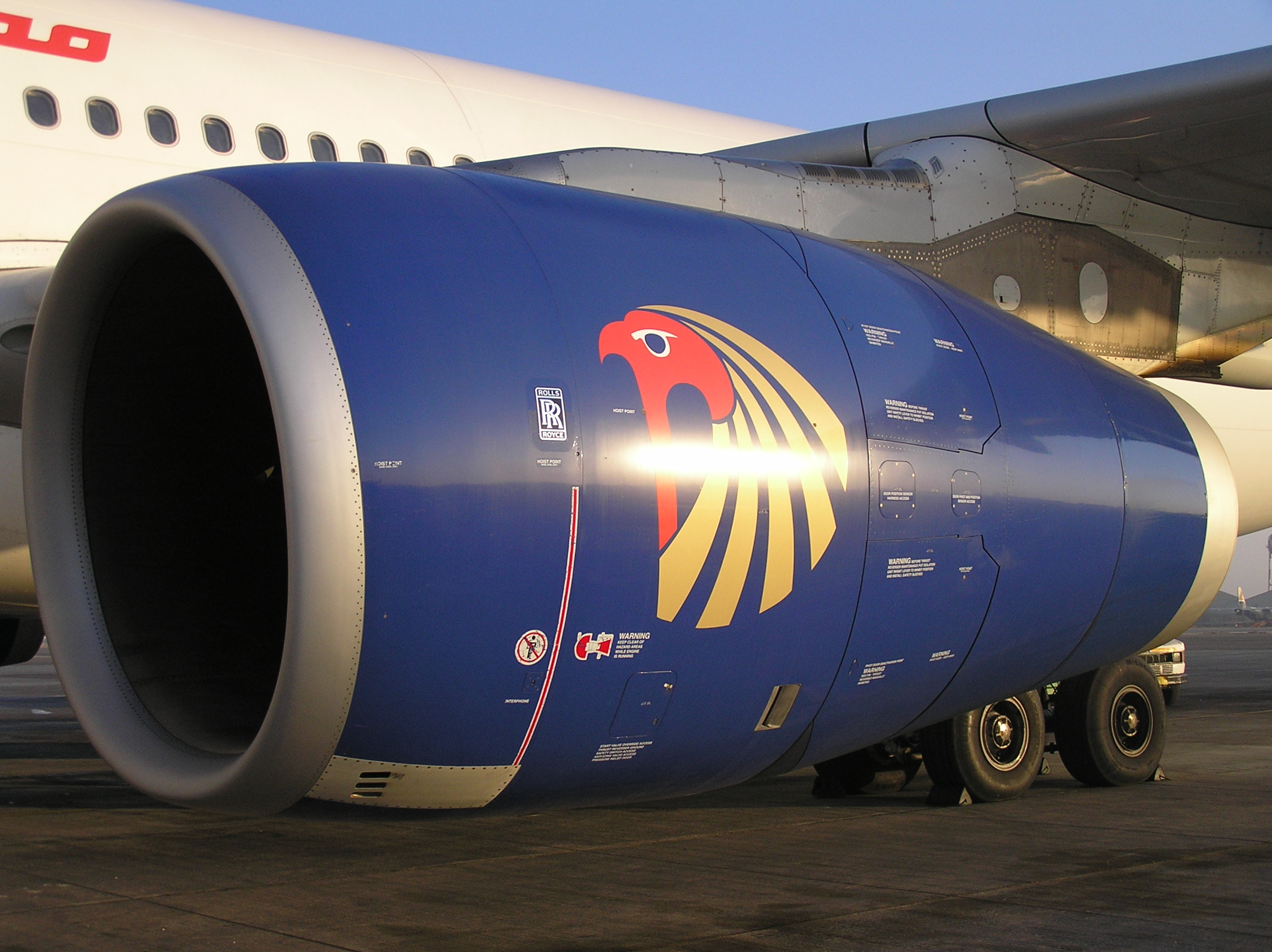
L'A330 è stato il primo aereo dell'Airbus per cui la Rolls-Royce abbia fornito i motori, il suo turboventola Trent 700.

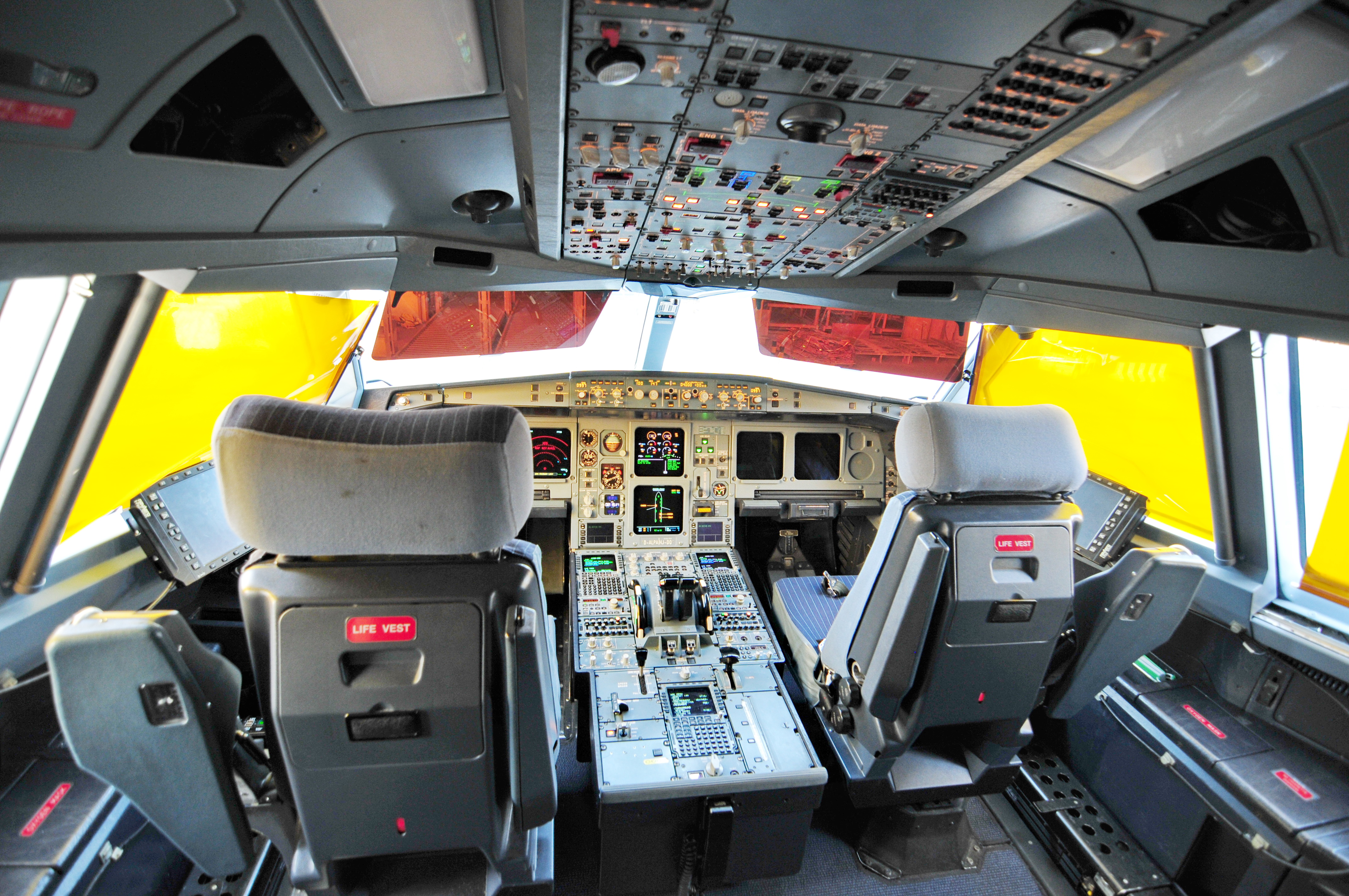
Cockpit di un A330

Fin dall'inizio dello sviluppo del modello TA9, venne preso in considerazione di offrire ai clienti la scelta tra i tre principali produttori di motori aeronautici, Rolls-Royce, Pratt & Whitney e GE Aviation. GE Aviation è stata la prima ad offrire il CF6-80C2. Tuttavia, analisi successive hanno indicato che era necessaria una maggior spinta, da 267 a 289 kN. La General Electric aumentò quindi il diametro della ventola del CF6-80C2 da 236 a 244 centimetri per realizzare il CF6-80E1, arrivando ad una nuova spinta di 300-320 kN. La Rolls-Royce inizialmente voleva utilizzare il Trent 600 da 267 kN per motorizzare il nuovo bimotore di Airbus e l'imminente McDonnell Douglas MD-11. Tuttavia, successivamente l'azienda ha deciso di sviluppare un motore esclusivamente per l'A330, il Trent 700, dotato di un diametro maggiore e 311 kN di spinta. Allo stesso modo, Pratt & Whitney firmò un accordo che comportava lo sviluppo del PW4168 in funzione del solo A330, in grado di erogare 311 kN di spinta.
Il 27 gennaio 1986, il Consiglio di Sorveglianza di Airbus tenne una riunione a Monaco di Baviera, nell'ex Germania Ovest. In seguito, il Presidente Franz Josef Strauß dichiarò che "Airbus Industrie è ora in grado di finalizzare la definizione tecnica dettagliata del modello TA9, che ora è designato ufficialmente A330 e del TA11, ora chiamato A340, con i potenziali clienti, le compagnie aeree di lancio, e di discutere con loro i termini e le condizioni per il debutto". Le denominazioni erano state inizialmente invertite; si era così deciso che il modello quadrimotore avrebbe avuto "4" nel suo nome. Airbus contava di avere cinque compagnie aeree che avrebbero firmato sia per A330 e A340; il 12 maggio inviò proposte di vendita ai candidati più probabili, tra cui Lufthansa e Swissair.

### Produzione e collaudo

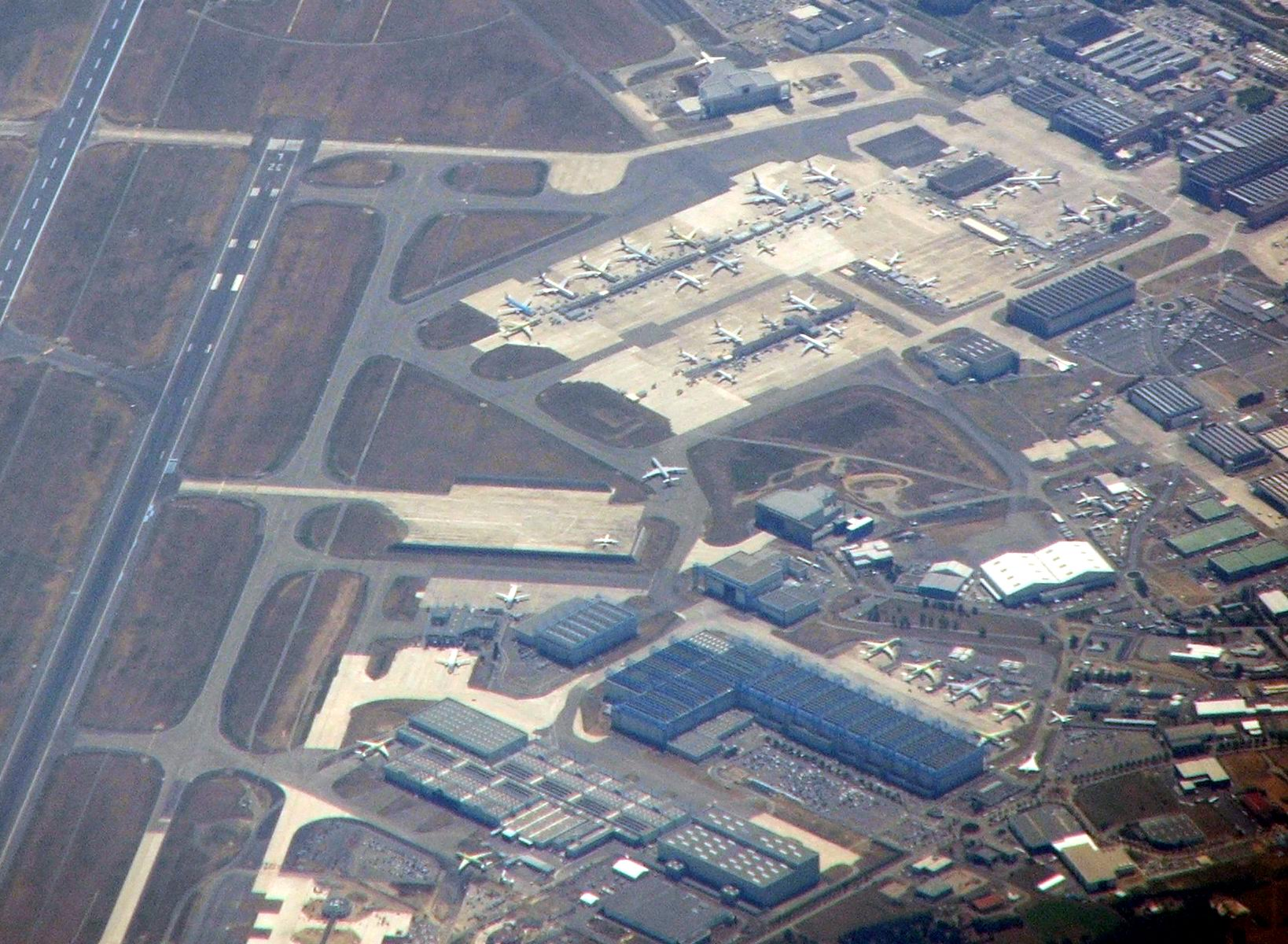
Stabilimento dedicato all'assemblaggio finale dell'A330 vicino all'aeroporto di Tolosa Blagnac.

Per prepararsi alla produzione dell'A330 e dell'A340, i partner di Airbus investirono molto in nuovi impianti produttivi. In Inghilterra, la BAe investì 7 milioni di sterline in un centro tecnico che occupava una superficie di 15.000 m2 disposti su tre piani a Filton. Inoltre, sempre la BAe, spese ulteriori 5 milioni per una nuova linea di produzione per le ali nel suo impianto di Broughton. In Germania, la Messerschmitt-Bölkow-Blohm (MBB) investì l'equivalente di 225 milioni di dollari in impianti di produzione a Brema, Einswarden, Varel e Amburgo. Tuttavia fu la Francia la nazione che si accollò i maggiori investimenti, con l'Aérospatiale che spese 411 milioni di dollari per la costruzione di un nuovo impianto di assemblaggio adiacente all'aeroporto di Tolosa-Blagnac a Colomiers. Il processo di assemblaggio venne aggiornato con l'integrazione di alcuni sistemi di automazione industriale.
Il 12 marzo 1987, Airbus ricevette i primi ordini per il bimotore. La compagnia aerea francese Air Inter inoltrò cinque ordini e quindici opzioni, mentre la Thai Airways International fece una richiesta di otto velivoli, metà dei quali come opzione. Il giorno successivo Airbus annunciò che avrebbe formalmente lanciato i programmi A330 e A340 entro aprile del 1987, con le consegne dell'A340 che sarebbero iniziate nel maggio 1992, mentre quelle dell'A330 l'anno successivo. La Northwest Airlines firmò una lettera di intenti per venti A340 e dieci A330.
Per la progettazione e la costruzione delle ali, BAe ricevette 450 milioni di sterline da parte del governo del Regno Unito, ben al di sotto dei 750 milioni richiesti originariamente. Anche il governo tedesco e francese fornirono finanziamenti alle loro aziende per realizzare il progetto. Airbus si avvalse di subappalti ad aziende in Australia, Austria, Canada, Cina, Grecia, Italia, India, Giappone, Corea del Sud, Portogallo, Stati Uniti e ex Jugoslavia. Airbus presentò i programmi A330 e A340 il 5 giugno 1987, poco prima del Paris Air Show. A quel tempo, il portafoglio ordini contava 130 aerei richiesti da dieci clienti, tra cui l'International Lease Finance Corporation. Di questo ordine, quarantuno erano A330. Nel 1989, la compagnia asiatica Cathay Pacific si aggiunse alla lista degli acquirenti, con un ordine di nove A330 che successivamente aumentò a undici.
L'accoppiamento ali-fusoliera del primo A330 iniziò a metà di febbraio del 1992. Questo velivolo, rivestito con vernice anti-corrosione, venne terminato il 31 marzo, tuttavia i motori General Electric vennero installati solo ad agosto. Durante una prova statica, le caratteristiche dell'ala si dimostrarono essere appena sotto i requisiti richiesti; in seguito gli ingegneri BAe risolsero il problema. Al Farnborough Airshow del 1992, venne annunciato il rinvio della consegna di sedici A330 al 1994.
Il primo A330 completato ha effettuato il roll out il 14 ottobre 1992, mentre il 2 novembre compì il primo volo con a bordo 20.980 kg di apparecchiature di analisi. L'A330 divenne il più pesante bimotore a staccarsi da terra, record mantenuto fino all'introduzione del Boeing 777. Il volo durò cinque ore e quindici minuti durante il quale vennero analizzate la velocità, l'altezza, in diverse configurazioni di volo. Airbus destinò 6 aerei al programma di test di volo, per un totale di 1.800 ore. Il 21 ottobre 1993 l'Airbus A330 ricevette le certificazioni da parte della Joint Aviation Authorities (JAA) e della Federal Aviation Administration (FAA) dopo aver accumulato 1.114 ore di test di volo in 426 voli di prova.
Il 30 giugno 1994 si verificò un incidente mortale durante un volo di collaudo per la certificazione del motore Pratt & Whitney, quando un A330 si schiantò vicino a Tolosa. Entrambi i piloti e cinque passeggeri perirono nell'evento. Il volo era stato pianificato per testare la risposta dell'autopilota durante un caso di spegnimento del motore con il centro di gravità vicino al suo limite posteriore. Poco dopo il decollo, i piloti incontrarono difficoltà nell'impostazione del pilota automatico, perdendo velocità fino a schiantarsi. L'indagine conseguente concluse che l'incidente fu provocato da una lenta risposta e da azioni scorrette da parte dell'equipaggio durante il recupero. Ciò portò ad una revisione delle procedure operative dell'A330.

## Impiego operativo

### Entrata in servizio

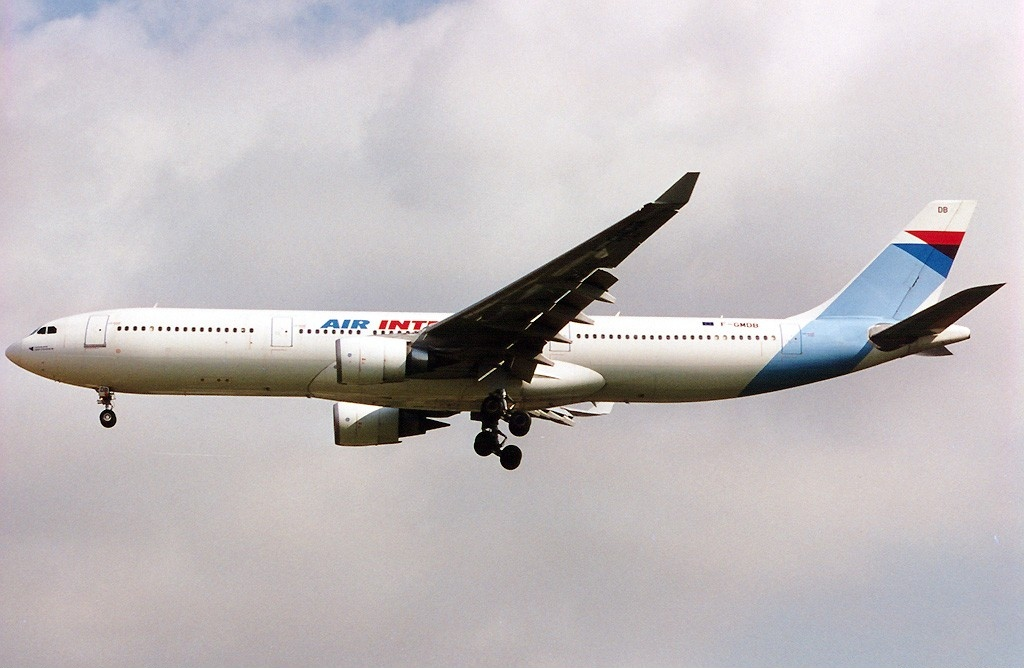
Un A330 della Air Inter, l'operatore di lancio del velivolo.

Air Inter divenne il primo operatore dell'A330 inserendolo in servizio il 17 gennaio 1994 nella rotta tra l'aeroporto di Orly, di Parigi e Marsiglia. Le consegne alla Malaysia Airlines e alla Thai Airways International vennero rinviate per affrontare la delaminazione dei materiali compositi nell'assemblaggio degli inversori di spinta del motore PW4168. Thai Airways ricevette così il suo primo A330 nella seconda metà dell'anno e lo mise ad operare sulle da Bangkok a Taipei e Seul. Cathay Pacific ricevette il suo A330 motorizzato Trent 700, il 22 dicembre 1994, dopo la certificazione di quel motore. La Malaysia Airlines ricevette il suo A330 il 1º febbraio 1995 e quindi riprogrammò gli altri dieci ordini.
Airbus pensò che l'A330 potesse competere nel mercato del Extended-range Twin-engine Operation Performance Standards (ETOPS), in particolare con il Boeing 767. Airbus sosteneva che l'A340 e l'A330 fossero sostanzialmente identici tranne che per il numero di motori e che l'esperienza dell'A340 potesse essere applicata per l'approvazione ETOPS dell'A330. Così vennero certificati tutti e tre i tipi di motori per 90 minuti, prima di aumentare tale limite a 120 minuti dopo che la flotta complessiva di A330 ha accumulato 25.000 ore di volo e poi, nel 1995, raggiungere i 180 minuti dopo 50.000 di volo. Aer Lingus e Cathay Pacific sono state due importanti compagnie aeree che aiutarono Airbus in questa certificazione grazie alle ore di volo sull'oceano effettuate. Nel novembre 2009, l'A330 è diventato il primo aereo a ricevere la certificazione ETOPS per 240 minuti.

### Timeline
| Modello   | Rollout                                | Primo volo                 | Certificazione JAA/EASA         | Certificazione FAA              | Prima consegna                                 | Ingresso in servizio                |
| --------- | -------------------------------------- | -------------------------- | ------------------------------- | ------------------------------- | ---------------------------------------------- | ----------------------------------- |
| A330-300  | 14 ottobre 1992 (GE CF6-80E1A2)        | 2 novembre 1992 (msn 012)  | 21 ottobre 1993 (GE CF6-80E1A2) | 21 ottobre 1993 (GE CF6-80E1A2) | 30 dicembre 1993 Air Inter (msn 037)           | 17 gennaio 1994 Air Inter           |
| A330-200  |                                        | 13 agosto 1997 (msn 181)   | 31 marzo 1998 (GE CF6-80E1A2)   | 31 marzo 1998 (GE CF6-80E1A2)   | 29 aprile 1998 Canada 3000 (msn 211)           |                                     |
| A330-200F | 20 ottobre 2009 (Pratt & Whitney 4170) | 5 novembre 2009 (msn 1004) | 9 aprile 2010                   | TBA                             | 20 luglio 2010 Etihad Crystal Cargo (msn 1032) | settembre 2010 Etihad Crystal Cargo |

### Incidenti
- 30 giugno 1994: durante un volo di collaudo presso l'aeroporto di Tolosa Blagnac, l'Airbus A330-321 (F-WWKH / MSN 42) si schianta uccidendo le sette persone a bordo, tra cui il capocollaudatore Airbus Nick Warner e due piloti Alitalia presenti a bordo come osservatori: Alberto Nassetti e Pierpaolo Racchetti.
- 15 marzo 2000: l'Airbus A330-322 della Malaysia Airlines (9M-MKB / MSN 068) viene danneggiato irreparabilmente all'aeroporto Internazionale di Kuala Lumpur (volo Malaysia Airlines 85 proveniente dall'aeroporto di Pechino-Capitale) dalla fuoriuscita di materiali chimici corrosivi trasportati sull'aereo stesso.
- 24 luglio 2001: due Airbus A330-243 della SriLankan Airlines (4R-ALE/MSN336 e 4R-ALF/MSN341) vengono distrutti dalle Tigri Tamil all'aeroporto di Colombo durante un attentato.
- 24 agosto 2001: il volo Air Transat 236 tra l'aeroporto internazionale di Toronto-Pearson e l'aeroporto di Lisbona, operato con l'Airbus A330-243 marche C-GITS, subì l'arresto di entrambi i motori mentre sorvolava l'Oceano Atlantico. I due piloti riuscirono ad effettuare un atterraggio d'emergenza, salvando tutte le 306 persone a bordo. Una perdita di carburante dovuta alla scarsa manutenzione provocò lo spegnimento dei propulsori.
- 7 ottobre 2008: il volo Qantas 72, effettuato con l'Airbus A330-303 marche VH-QPA, subì due improvvise picchiate durante il volo tra l'aeroporto di Singapore-Changi e l'aeroporto di Perth. Fortunatamente, i piloti riuscirono ad effettuare un atterraggio d'emergenza all'aeroporto di Learmonth. Tutte le 315 persone a bordo sopravvissero, ma 119 rimasero feriti. L'incidente venne attribuito ad un malfunzionamento dell'ADIRU.
- 1º giugno 2009: il volo Air France 447, effettuato con l'Airbus A330-203 (F-GZCP / MSN 660) proveniente dall'aeroporto di Rio de Janeiro e diretto a Parigi Charles de Gaulle, scompare dagli schermi radar mentre sorvolava l'Oceano Atlantico. Nessuno fra i 216 passeggeri e 12 membri dell'equipaggio viene trovato vivo.
- 11 giugno 2009: il volo Jetstar 20, da Osaka a Brisbane è costretto ad atterrare dopo un corto circuito accaduto in seguito a un incendio in cabina di pilotaggio. Nessun ferito fra i 203 passeggeri e membri dell'equipaggio.
- 25 dicembre 2009: il volo Northwest Airlines 253, da Amsterdam a Detroit operato con un Airbus A330-323E (N820NW / MSN 859) della compagnia Delta Air Lines/Northwest Airlines, è oggetto di un fallito tentativo di attentato durante il quale uno studente nigeriano di 23 anni tenta di innescare un ordigno incendiario poco prima dell'atterraggio all'aeroporto di Detroit. L'attentatore, sedicente affiliato all'organizzazione terroristica al-Qaida, viene bloccato dai passeggeri e dal personale di volo.
- 13 aprile 2010: il volo Cathay Pacific 780 da Surabaya a Hong Kong, operato con l'Airbus A330-342 marche B-HLL, subì uno stallo ad entrambi i motori, che persero immediatamente potenza. I piloti effettuarono un atterraggio d'emergenza ad Hong Kong, salvando tutte le 322 persone a bordo. 62 persone si ferirono durante l'evacuazione, ma solo una in modo serio. La causa dell'incidente fu il carburante contaminato.
- 12 maggio 2010: il volo Afriqiyah Airways 771 da Johannesburg a Tripoli, operato con l'Airbus A330-200 (5A-ONG / MSN 1024) dalla compagnia Afriqiyah Airways, si schianta al suolo in fase di atterraggio presso l'Aeroporto di Tripoli a causa di un errore del pilota. Nel disastro periscono 93 passeggeri e gli 11 componenti dell'equipaggio, unico superstite del disastro un bambino olandese di 8 anni.[53][54]
- 4 marzo 2015: il volo Turkish Airlines 726 in volo tra Istanbul e Kathmandu uscì di pista nell'aeroporto nepalese. Non vi furono vittime. L'incidente venne attribuito ad un errore del pilota.

## Versioni
- A330-100: (conosciuta anche come A330-500) proposta, mai realizzata, per una versione accorciata di nove frame rispetto all'A330-200.
- A330-200: versione con fusoliera accorciata e aumento del raggio, posti in configurazione standard: 293 in 2 classi (30+263) e 253 in 3 classi (12+36+205).
  - A330-200HGW: variante con un più alto peso lordo (Higher Gross Weight), dal 2010.[55]
  - A330-200HGW: variante con una maximum takeoff weight capability di 240 tonnellate, dal 2015.[56]
- A330-300: versione di base dell'A330, posti in configurazione standard: 335 in 2 classi (30+305) e 295 in 3 classi (12+42+241).
  - A330-323X/-343X: variante con un più alto peso lordo. Questa versione non è più in produzione.
  - A330-323E/-343E: variante con maggiore peso massimo al decollo ed un aumento dell'autonomia aggiungendo un serbatoio centrale.
  - A330-300HGW: variante con una maximum takeoff weight capability di 240 tonnellate, dal 2015.[56]
- A330-200F: versione cargo, lanciato nel gennaio 2007 e disponibile dal 2010,[57] il primo volo giovedì 5 novembre 2009 a Tolosa alle 8:30 GMT. È l'unico aereo di lungo raggio all-cargo di media dimensione capace di trasportare 64 tonnellate (141.095 lbs) di carico per oltre 7.400 km (4 000 nm), oppure 69 tonnellate (152.120 lbs) per 5.930 km (3.200 nm); la capacità è di 475 m³ in configurazione standard: 336 m³ nel main deck (18 pallets 96"x125" SBS e 4 pallets 96"x125" SR) e 139 m³ nel lower deck (4 pallets 96"x125"x64" + 2 LD-3 e 4 pallets 96"x125"x64").
  - A330-200FHGW: variante con una maximum takeoff weight capability di 240 tonnellate, dal 2015.[56]
- A330P2F: conversione da passeggeri a cargo disponibile, dal 2012, sia per A330-300 che per A330-200.[58]
- A330 MRTT: versione per uso militare.
- Airbus A330-800neo: Versione con le stesse dimensioni del -200 ma con nuova motorizzazione Rolls-Royce Trent 7000 e miglioramenti dell'ala.
- Airbus A330-900neo: Versione con le stesse dimensioni del -300 ma con nuova motorizzazione Rolls-Royce Trent 7000 e miglioramenti dell'ala.

## Dati tecnici
| Dati                                    | A330-200                                       | A330-300                                       | A330-200F                                      |
| --------------------------------------- | ---------------------------------------------- | ---------------------------------------------- | ---------------------------------------------- |
| Codice ICAO                             | A332                                           | A333                                           | A332                                           |
| Codice IATA                             | 332                                            | 333                                            | 33F                                            |
| Equipaggio in cabina di pilotaggio      | 2 piloti                                       | 2 piloti                                       | 2 piloti                                       |
| Capacità massima passeggeri             | 406                                            | 440                                            | Cargo                                          |
| Lunghezza totale                        | 58,37 m                                        | 63,70 m                                        | 58,37 m                                        |
| Diametro cabina                         | 5,26 m                                         | 5,26 m                                         | 5,26 m                                         |
| Diametro fusoliera                      | 5,64 m                                         | 5,64 m                                         | 5,64 m                                         |
| Larghezza piano orizzontale             | 19,40 m                                        | 19,40 m                                        | 19,40 m                                        |
| Apertura alare                          | 60,30 m                                        | 60,30 m                                        | 60,30 m                                        |
| Superficie alare                        | 361,6 m²                                       | 361,6 m²                                       | 361,6 m²                                       |
| Freccia alare                           | 30°                                            | 30°                                            | 30°                                            |
| Altezza fusoliera                       | 7,75 m                                         | 7,74 m                                         | 8,06 m                                         |
| Altezza totale                          | 18,23 m                                        | 17,18 m                                        | 17,41 m                                        |
| Passo                                   | 22,18 m                                        | 25,38 m                                        | 22,18 m                                        |
| Peso operativo a vuoto (OEW)            | 120 600 kg                                     | 109 400 kg                                     | 129 400 kg                                     |
| Peso massimo senza carburante (MZFW)    | 168 000 kg                                     | 164 000 kg                                     | 173 000 kg                                     |
| Peso massimo durante il rullaggio (MTW) | 230 900 kg                                     | 212 900 kg                                     | 233 900 kg                                     |
| Peso massimo al decollo (MTOW)          | 230 000 kg                                     | 212 000 kg                                     | 233 000 kg                                     |
| Peso massimo all'atterraggio (MLW)      | 180 000 kg                                     | 174 000 kg                                     | 182 000 kg                                     |
| Carico utile massimo                    | 49 400 kg                                      | 45 600 kg                                      | 65 000 kg                                      |
| Capacità cargo                          | 132,4 m³                                       | 158,4 m³                                       | 469,2 m³                                       |
| Capacità massima carburante             | 139 090 L                                      | 97 530 L                                       | 139 090 L                                      |
| Velocità di crociera                    | 0,82 Mach (1 012,54 km/h)                      | 0,82 Mach (1 012,54 km/h)                      | 0,82 Mach (1 012,54 km/h)                      |
| Velocità massima                        | 0,86 Mach (1 061,92 km/h)                      | 0,86 Mach (1 061,92 km/h)                      | 0,86 Mach (1 061,92 km/h)                      |
| Autonomia                               | 7 200 nmi 13 334 km                            | 6 350 nmi 11 760 km                            | 4 000 nmi 7 408 km                             |
| Quota di tangenza                       | 42 650 ft (13 000 m)                           | 42 650 ft (13 000 m)                           | 42 650 ft (13 000 m)                           |
| Motori (x2)                             | GE CF6-80E1 (tranne -200F) PW4170 RR Trent 700 | GE CF6-80E1 (tranne -200F) PW4170 RR Trent 700 | GE CF6-80E1 (tranne -200F) PW4170 RR Trent 700 |
| Spinta (x2)                             | 269-305 kN 264-311 kN 283-316 kN               | 269-305 kN 248-311 kN 268-316 kN               | 269-305 kN 264-311 kN 283-316 kN               |

| Modello  | Data | Motori           |
| -------- | ---- | ---------------- |
| A330-201 | 2003 | GE CF6-80E1A2    |
| A330-202 | 1998 | GE CF6-80E1A4    |
| A330-203 | 2002 | GE CF6-80E1A3    |
| A330-223 | 1999 | PW4168A          |
| A330-243 | 2000 | RR Trent 772B-60 |
| A330-301 | 1993 | GE CF6-80E1A2    |
| A330-302 | 2007 | GE CF6-80E1A4    |
| A330-303 | 2007 | GE CF6-80E1A3    |
| A330-321 | 1999 | PW4164           |
| A330-322 | 1999 | PW4168           |
| A330-323 | 1999 | PW4168B          |
| A330-341 | 2000 | RR Trent 768-60  |
| A330-342 | 2000 | RR Trent 772-60  |
| A330-343 | 2000 | RR Trent 772B-60 |

## Utilizzatori
Al 2012, gli 830 A330 in servizio per oltre 90 operatori avevano accumulato venti milioni di ore di volo, con un'affidabilità superiore al 99%. Nel novembre 2017, 1 190 esemplari trasportavano passeggeri per conto di oltre cento compagnie aeree, con le prime 29 che gestivano i due terzi degli 800 prodotti: 530 A330-200 e 660 A330-300, principalmente high-gross-weight (HGW - a peso lordo elevato). Le rotte su cui opera sono mediamente di 3 700 km (2 000 nmi); il volo più lungo è di 11 000 km (6 000 nmi), da Buenos Aires a Roma da parte di Aerolíneas Argentinas con un A330-200, e 9 300 km (5 000 nmi) da Parigi a Reunion operato da Corsair e French BEE con un A330 -300. Degli operatori di almeno cinque A330, 17 hanno ordinato A350-900, 11 hanno ordinato B787-8/9, 13 entrambi, 3 hanno ordinato A330neo e 2 sia A330neo che A350, e 14 non hanno ancora deciso in che modo sostituire la prima generazione di A330 (-200 e -300).
A febbraio 2019, c'erano 1 405 esemplari di tutte le versioni di A330 in servizio, di cui 619 A330-200, 38 A330-200F, 745 A330-300 e 3 A330-900. I principali operatori aerei erano Turkish Airlines (67), Air China (58), China Eastern Airlines (51), China Southern Airlines (50), Delta Air Lines (42). Ad agosto 2019, il modello aveva operato in oltre 400 aeroporti nel mondo per conto di oltre 120 operatori, mentre la sua affidabilità media rimaneva stabilmente oltre il 99%, e l'utilizzo annuo arrivava fino a 6 000 ore di volo. A dicembre 2019, gli ordini dell'A330 ammontavano a 1 823, di cui 1 492 consegnati e 1 443 in servizio.
Al gennaio 2024, dei 1 470 esemplari consegnati (di A330-200 e A330-300), 1 124 sono operativi.

### Civili
Gli utilizzatori principali (di A330-200 e A330-300) sono: 
- Turkish Airlines (58 esemplari)
- China Eastern Airlines (56 esemplari)
- Air China (49 esemplari)
- Cathay Pacific (42 esemplari)
- Delta Air Lines (42 esemplari)
- Saudia (36 esemplari)
- China Southern Airlines (32 esemplari)
- Hainan Airlines (29 esemplari)
- Qantas (26 esemplari)
- Korean Air (25 esemplari)
- Hawaiian Airlines (24 esemplari)
- Malaysia Airlines (24 esemplari)
- Garuda Indonesia (20 esemplari)
- Hong Kong Airlines (20 esemplari)
- Iberia (20 esemplari)
- AirAsia X (18 esemplari)
- Air Canada (18 esemplari)
- China Airlines (18 esemplari)
- Asiana Airlines (15 esemplari)
- Sichuan Airlines (15 esemplari)
- Air France (14 esemplari)
- Swiss (14 esemplari)
- Aer Lingus (13 esemplari)
- Air Transat (13 esemplari)

### Governativi e militari
Gli utilizzatori sono:
- Forza Aerea della Francia (14 esemplari)
- Forza Aerea della Gran Bretagna (10 esemplari)
- Forza Aerea dell'Australia (7 esemplari)
- Forza Aerea della NATO (7 esemplari)
- Forza Aerea dell'Arabia Saudita (6 esemplari)
- Forza Aerea di Singapore (5 esemplari)
- Forza Aerea della Corea del Sud (3 esemplari)
- Forza Aerea degli Emirati Arabi Uniti (3 esemplari)
- Forza Aerea della Spagna (2 esemplari)
- Qatar Amiri Flight (2 esemplari)
- Forza Aerea del Brasile (1 esemplare)
- Forza Aerea della Turchia (1 esemplare)
- Governo del Kazakistan (1 esemplare)

## Aeromobili simili
Aerei comparabili per ruolo, configurazione ed epoca
- Airbus A350 XWB
- Boeing 767
- Boeing 777-200
- Boeing 787 Dreamliner
- Ilyushin Il-96
- McDonnell Douglas MD-11

Altro
- Airbus
- Concorrenza tra Airbus e Boeing
- General Electric CF6
- Pratt & Whitney PW4000
- Rolls-Royce Trent 700

Principali incidenti
- Volo Afriqiyah Airways 771
- Volo Airbus Industrie 129
- Volo Air France 447
- Volo Air Transat 236
- Volo Qantas 72

Sviluppo correlato
- Airbus A300
- Airbus A330 MRTT
- Airbus A330neo
- Airbus A340
- Airbus Beluga XL